# 片喰と黄金
『片喰と黄金』（かたばみとおうごん）は、北野詠一による日本の漫画。はじめ、『ウルトラジャンプ』（集英社）にて2019年4月号から2021年9月号まで連載された（第1 - 27話）。のち、講談社の漫画配信サイトおよびアプリである『コミックDAYS』へ移籍して、同年10月19日から2023年5月30日・6月13日まで続き（第28・29話 - 最終話・後日譚）が『ウルトラジャンプ』連載分と併せて配信された。なお、『週刊ヤングマガジン』のウェブサイト『ヤンマガWeb』でも『コミックDAYS』と同時配信されている。
2019年6月に集英社版（ヤングジャンプコミックス・ウルトラ）の単行本第1巻が発売された際には、野田サトルが帯に推薦コメントを寄せている。

## あらすじ
1849年1月、アイルランドでジャガイモ飢饉のさなか、アメリアとその従者コナーはカリフォルニア・ゴールドラッシュを知り、一攫千金を志す。大西洋を渡りたどり着いたニューヨークでは、地元のギャングたちと衝突する。そしてさまざまな出会いを経ながら、広大な大陸を西へ西へと進んでゆく…。

## 登場人物
アメリア・オニール
主人公。14歳のアイルランド人の少女。大飢饉により家族や家すべてを失うが、ゴールドラッシュで大富豪になることを夢見てコナーと二人、カリフォルニアを目指す。
コナー・ボウエン
代々アメリアの家を手伝っていた使用人。18歳。体格が大きく常にハンチング帽を被っている。顔には天然痘による痕がある。
イリル
行き倒れていたところをアメリアとコナーに助けられる。娘を亡くしている。アメリア達の足りない分の船代を出してくれた。
ダラ・マリー
アメリア達がニューヨークへ向かう移民船の中で出会った青年。
ビル・ザ・ブッチャー
ニューヨークの街をこよなく愛するギャング。しかしそれゆえアイルランド人を憎悪している。
イライジャ
ブッチャーの腹心。
ジョンマン
コニーアイランドの浜辺でアメリア達が出会ったアジア系の青年。
イザヤ・ワインスタイン
身なりのいい妖精のような雰囲気を漂わせる青年だが、口を開けばその印象が掻き消える。親友のラルフに支援してもらい、各地の風景を描く旅をしている。
セオドア・ジュダ
実在の人物。テッドと呼ばれる。アメリア達と出会い旅へ同行する。
アンナ
セオドアの妻。テッドを献身的に支える。非常に博識かつレスリングが強いなど、心技に優れた女性。
モラレス
農場を営むケンタッキーの富豪。奴隷を虐げることはなく、周囲から変わり者扱いされている。
ロス
モラレスの農場の黒人奴隷。
ラルフ・ホーキンス
セントルイスの富豪。イザヤの幼馴染みでありパトロン。
先生
教師をしている。本名はエリ・ブルームフィールド。世話焼きな性格。
ハイラム・スレイター
馬車修理係。先生の友人。
エルマー・ベル
アメリカ陸軍少佐。部下を率い、居留地からはぐれたインディアン（ネイティブ・アメリカン）を探索している。
ダッドリー
陸軍少尉。ベルの部下。
ロデリック・フォスター
陸軍軍曹。ベルの部下。対人格闘の名手。
ワワタシ
インディアン、ポタワトミ族の少年。13歳。
ユージン・パーカー
三兄弟の長男。兄弟と西部を目指していたが遭難。そこでアメリア一行と出会う。
エズメ・パーカー
三兄弟の次男。
チャド・パーカー
三兄弟の三男。

## 舞台
アイルランド
アメリア達の故郷。ジャガイモ飢饉により荒廃しきっている。コーブ港から出発した。
アメリカ合衆国
ニューヨーク
初めて降り立ったアメリカの都会。人種差別が激しい街。
コニーアイランド
ニューヨークの南に行ってたどり着く。大陸の大きさを知るジョンマンに出会い、カリフォルニアの場所を教えてもらう。
ニュージャージー
連絡船で着いた街。
ボルチモア
聖パトリックの祝日を祝う。レイノルズ夫婦の世話になる。
グレートフォールズ
イザヤと初めて出会った場所。
ケンタッキー
モラレスの農場がある土地。奴隷制が激しい。
シンシナティ
先生に初めて出会った街。
セントルイス
大西部への玄関口。イザヤのパトロンであるラルフの豪邸がある。
ミズーリ
アメリアがベル少佐達に初めて出会った土地。
カンザス
コナーがワワタシに出会った土地。白人との対立が続いている。
ネブラスカ
パーカー三兄弟と出会った地。グレートプレーンズの中心、何もない大平原。

## 書誌情報
- 北野詠一『片喰と黄金』集英社〈ヤングジャンプコミックス・ウルトラ〉、全6巻
  1. 2019年6月19日発売[5]、 ISBN 978-4-08-891303-2
  2. 2019年12月19日発売[6]、 ISBN 978-4-08-891449-7
  3. 2020年5月19日発売[7]、 ISBN 978-4-08-891592-0
  4. 2020年10月16日発売[8]、 ISBN 978-4-08-891685-9
  5. 2021年3月18日発売[9]、 ISBN 978-4-08-891820-4
  6. 2021年10月19日発売[10]、 ISBN 978-4-08-892061-0
- 北野詠一『片喰と黄金』講談社〈ヤンマガKCスペシャル〉、全4巻
  1.  2022年4月20日発売[11]、ISBN 978-4-06-527451-4
  2.  2022年10月20日発売[12]、ISBN 978-4-06-529460-4
  3.  2023年3月20日発売[13]、ISBN 978-4-06-531073-1
  4.  2023年8月18日発売[14]、ISBN 978-4-06-532696-1
- 北野詠一『片喰と黄金』講談社〈コミックDAYSコミックス〉、全10巻（電子版のみ）
  1. 2022年4月1日発売 ASIN B09WGWF9S7
  2. 2022年4月1日発売 ASIN B09WH49QHW
  3. 2022年4月1日発売 ASIN B09WH1JVBD
  4. 2022年4月1日発売 ASIN B09WGYDTFF
  5. 2022年4月1日発売 ASIN B09WH81KMS
  6. 2022年4月1日発売 ASIN B09WH9S13W
  7. 2022年4月20日発売 ASIN B09XCQ3MGJ
  8. 2022年10月20日発売 ASIN B0BHHQMLXT
  9. 2023年3月20日発売 ASIN B0BXSCSYSP
  10. 2023年8月18日発売 ASIN B0CDP1VF4M

集英社版単行本は電子版も同時発売されていたが、2022年4月1日に講談社コミックDAYSコミックス版が発売開始されると同時に発売を停止した。一方、講談社からの紙版単行本の発売は、電子版と異なるレーベルで、集英社版の続きの巻から開始されている。